# 印度國家公路管理局

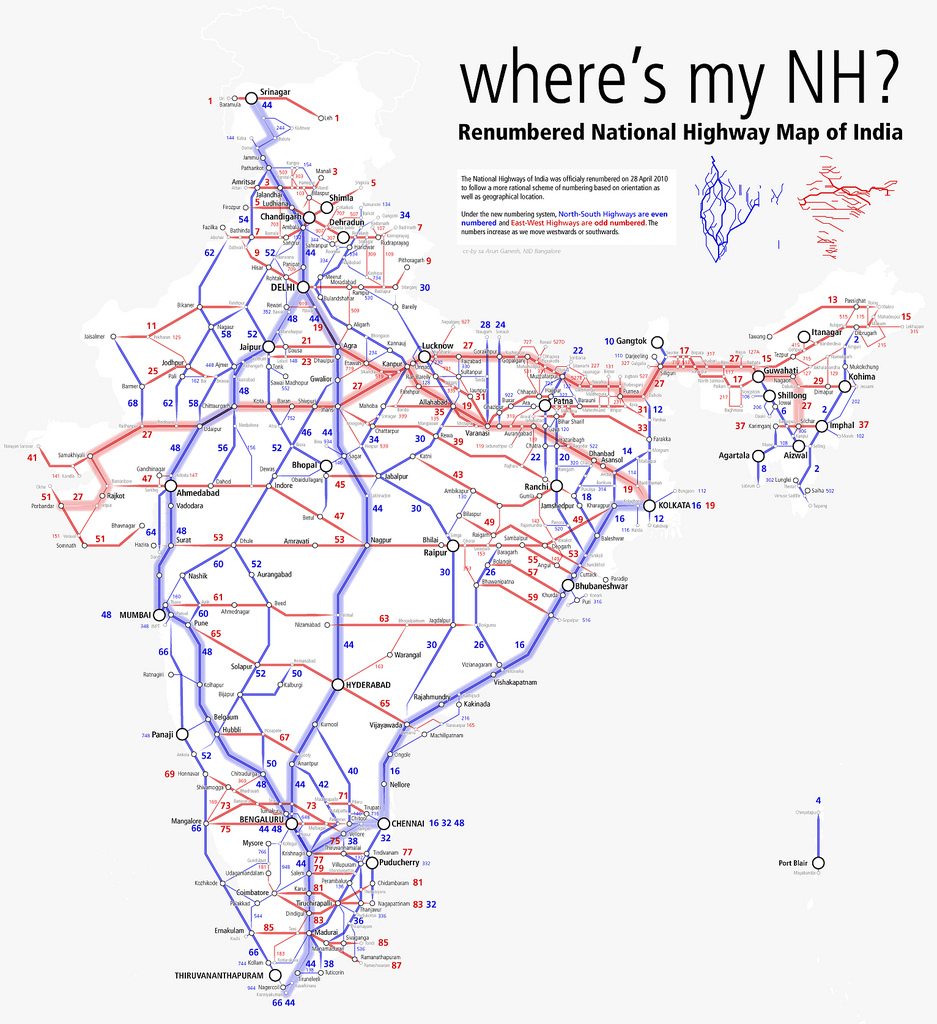
印度國道編號系統地圖（2010年重新編號後）

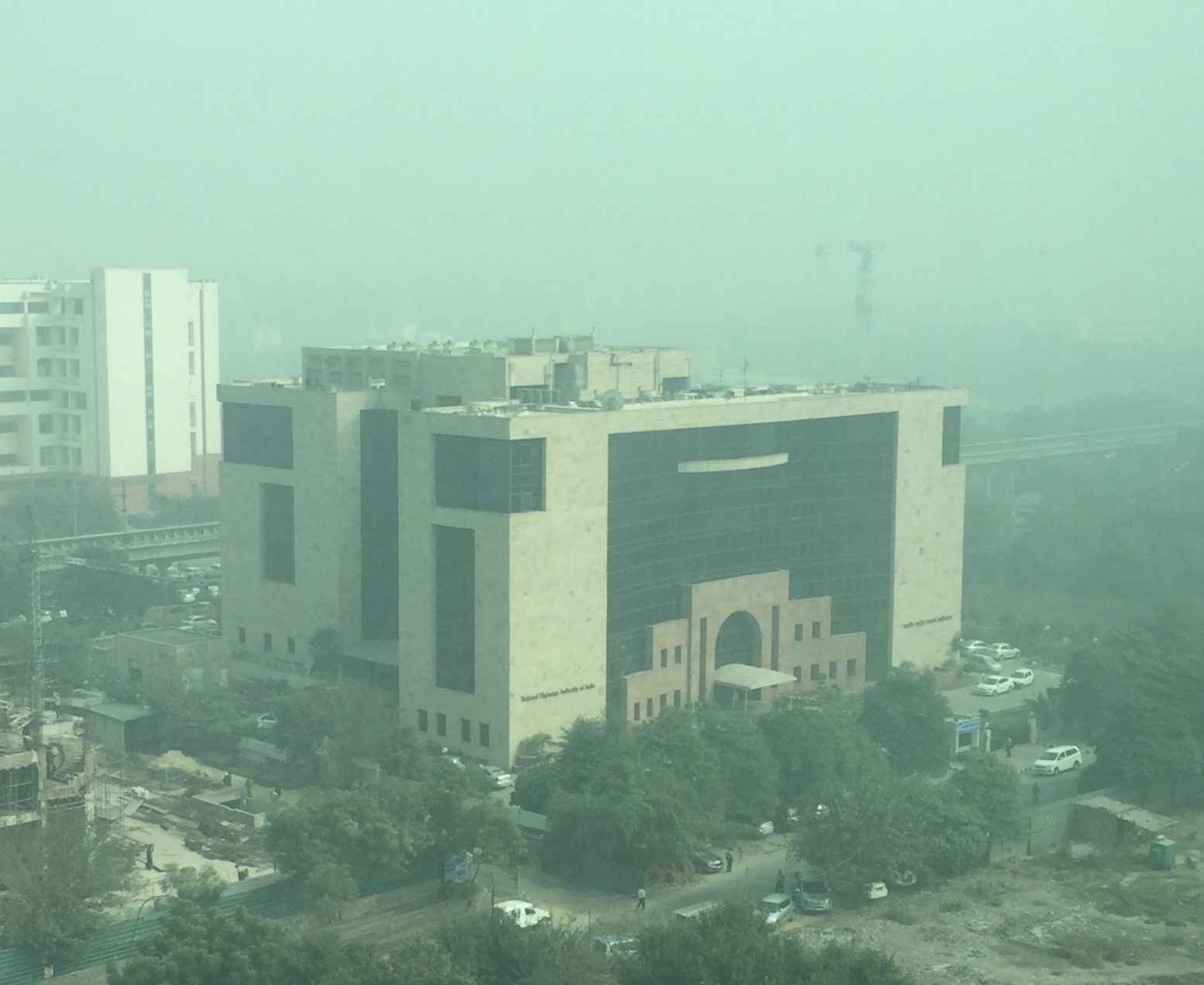
印度國家公路管理局位於德里的總部／辦公室。

印度國家公路管理局（英語：National Highways Authority of India；印地語：भारतीय राष्ट्रीय राजमार्ग प्राधिकरण），簡稱NHAI，是印度聯邦政府的自治機構，隸屬於道路運輸及公路部，負責管理超過115,435公里的印度國道系統和印度高速公路系統（截至2017年6月）。另外，印度國家公路管理局和簽署了一份瞭解備忘錄（MoU），利用衛星影像測繪公路的地圖。

## 概覽
印度國家公路管理局是根據1988年制定的《印度國家公路管理局法》設立的。根據該法第16條第1款規定，該局的業務為興建、養護及管理全印度的印度國道系統和其他主要幹道。1995年2月，管理局正式在德里德瓦卡掛牌成立，成為一自治機構。目前該局管理總長115,435（71,728英里）的道路（截至2017年6月，包含國道及高速公路），並且負責部分收費公路的收費業務。

## 計畫
印度國家公路管理局的現行目標為執行國家公路發展計畫（National Highways Development Project），計畫將公路品質及長度升級。發展計畫中有10個項目：第1～7階段、黃金四邊形、南北走廊及東西走廊及聯絡港口。

### 第1～7階段
- 第1階段：2000年1月批准，預算為300亿卢比 (4.66亿美元)。包含部分南北走廊及東西走廊、黃金四邊形及聯絡港口項目，並且將6,359（3,951英里）的道路四車道化[8]。
- 第2階段：2003年12月批准，預算為343亿卢比 (5.33亿美元)。包含部分南北走廊及東西走廊項目，並且將6,702（4,164英里）的道路四車道化[8]。
- 第3階段：2007年4月批准，預算為800亿卢比 (12.42亿美元)。將12,109（7,524英里）的道路四車道化[8]。
- 第4階段：2008年6月批准。主要目標為設置收費系統，並將20,000（12,000英里）的道路四車道化[8]。
- 第5階段：2006年10月批准，預算為412亿卢比 (6.4亿美元)。包含部分黃金四邊形項目，並將6,500（4,000英里）的道路四車道化（其中5,700（3,500英里）為黃金四邊形項目，全採BOT方式進行）[8]。
- 第6階段：2006年11月批准，預算為166亿卢比 (2.58亿美元)。主要目標為升級1,000（620英里）的公路為封閉式高速公路[8]。
- 第7階段：2007年12月批准，預算為166亿卢比 (2.58亿美元)。主要目標為興建繞行道路、城市的外環路及消除開放式出口[8]。

### 黃金四邊形
黃金四邊形高速公路網是國家公路發展計畫（NHDP）的一部分，目標為建設連接印度主要的工業、農業和文化中心的高速公路網。該項目興建全長5,846（3,633英里）的四／六車道高速公路，斥資6,000亿卢比 (93.18亿美元)。所謂的「黃金四邊形」，指的是以、德里、孟買和加爾各答四個城市為頂點，藉由高速公路連接相鄰的城市的可以得到一個四邊形。這個印度最大的高速公路興建計畫在2001年由當時的總理阿塔尔·比哈里·瓦杰帕伊推動，已於2012年完工。

### 南北走廊及東西走廊
南北走廊和東西走廊是國家公路發展計畫（NHDP）的一部分，目標為建設2條共7,300（4,500英里）的四／六車道高速公路。南北走廊全長4,000（2,500英里），連接北部查謨-克什米爾邦的斯利那加和南部的科摩林角。東西走廊全長3,300（2,100英里），連接西部古吉拉特邦的博爾本德爾和東部阿薩姆邦的西爾恰爾。
另外，印度國家公路管理局也協助執行「東北地區道路加速發展計畫」（Special Accelerated Road Development Programme for North Eastern Region ,SARDP-NE），將東北地區如阿薩姆邦、曼尼普爾邦等邦的主要幹道加速升級成二／四車道。

## 負評
2012年一份世界銀行誠信調查機構的調查報告指出，一些印度的公路承包商在目前進行當中的國家公路發展計畫中詐欺和賄賂，並要求印度政府徹底調查此事件。該報告還指稱承包商為了「影響印度國家公路管理局官員和顧問的決策」，對相關人士進行賄賂及送禮。
此外，當地主要的道路承包商PWD及印度國家公路管理局被批評「使用過時的技術興建公路，而且缺乏良好的轉移規範」。

## 編號系統
2010年3月，印度政府公布了一份新的路線編號系統，較之前的系統更為系統、合理化。奇數號的路線是東西向的，數字由印度的北部向南部遞增；相反的，偶數號的路線是南北向的，數字由印度的東部向西部遞增。

## 外部連結
- 印度國家公路管理局